# Roadster MF3
Le Roadster MF3 est une voiture de type  roadster produite par la firme allemande Wiesmann basée à Dülmen de 1993 à 2011. 
Pendant toute la durée de sa construction, la MF3 a été le modèle d'entrée de gamme du constructeur. Contrairement aux séries plus récentes MF4 et MF5, produites après 2009 à la fois en roadster et en coupé, la MF3 n'existe qu'en roadster.

## Historique
Le roadster MF3 fait ses débuts en 1993. En 2001, il est équipé du nouveau moteur BMW S54.
En 2011, le modèle spécial Sportiv, limité à 30 exemplaires, est présenté à l'occasion du 20e anniversaire de l'entreprise, et en septembre de la même année, la Final Edition est présentée. Ce modèle est limité à 18 exemplaires, conçu par les designers Christian et Michael Sieger et, chaque exemplaire porte son propre nom,. Les caractéristiques techniques restent les mêmes. Le prix de base du modèle spécial était de 119 900 €.
Un modèle à l'échelle 1:1 en béton se trouve près de la gare de Flüelen.

## Technique
La carrosserie de la MF3 est en plastique renforcé de fibres de verre. Le modèle a été construit sur le châssis du modèle précédent, la Wiesmann MF30, mais il s'agissait d'une évolution technique. Le moteur S50 et la chaîne cinématique proviennent de la BMW M3 (E36). Ici comme ailleurs, le six cylindres en ligne de 3 201 cm3 développait 321 ch.
En 2001, le moteur du roadster a été remplacé par le S54 de la nouvelle M3. La cylindrée était désormais de 3 246 cm3 et la puissance est passée à 343 ch, comme sur la M3. En outre, la nouvelle MF3 a été équipée d'une boîte de vitesses manuelle à 6 rapports au lieu de l'ancienne à 5 rapports. Cette variante est restée au programme jusqu'à la fin de la production en 2011 et était le modèle d'entrée de gamme de Wiesmann. La MF3 n'a pas d'airbag passager